# Lasse Thorning
Lasse Thorning (født 1984) er digter og dansk mester i Poetry Slam 2009. 
I 2007 optog instruktør Helene Moltke-Leth fem digtfilm til "Digte fra 2. sal" på DR2, hvor kortfilmen Sporenstregs med et af Thornings digte blev kåret "Bedste Kortfilm" ved Odense Filmfestival 2007. 
Sammen med digteren Thorkil Jacobsen drager Lasse Thorning med støtte fra Huskunstnerordningen rundt på skoler i Danmark og underviser i kreativ skrivning, digte, scenepoesi og poetryslam. 
Fra 2005-2008 har Thorning været medarrangør af Poetry Slam Cph. (PSC), der er navnet på foreningen bag en litterær oplæsningsscene for poetry slam i København. Siden stiftelsen i september 2004 har PSC stået for min. 2 månedlige oplæsninger i digt-konkurrenceformen på Vesterbro.

## Udgivelser
- Sådan og sådan, Jorinde & Joringel, 2011

## Eksterne referencer
http://www.lasselasse.dk Arkiveret 24. oktober 2020 hos  Wayback Machine